# Globalismus
Der Begriff des Globalismus entstammt  den Theorien der internationalen Beziehungen. Dabei wird davon ausgegangen, dass die Staaten durch die erfolgende Globalisierung als internationale Akteure massiv an Bedeutung verlieren  und neue transnationale Akteure (wie etwa Firmen als Global Player) auftauchen, so dass sich ein weltweites Mehrebenensystem herausbildet, in dem Probleme durch Kooperation zwischen sämtlichen Akteuren mittels  Weltinnenpolitik oder Global Governance gelöst werden müssen und können. Der Begriff ist der Großtheorie des Liberalismus zuzuordnen und wurde entwickelt, um im Zuge der Globalismus-Realismus-Kontroverse die staatszentrierten Grundvorstellungen des Realismus und Neorealismus zu kritisieren.
Abseits davon wird er in öffentlichen und soziologischen Debatten dazu benutzt, um Grundannahmen der marktliberalen Globalisierung als „neoliberal“ zu kritisieren. „Globalismus“ erscheint in diesem Sprachgebrauch als polemisches Synonym für eine Ideologie des globalisierten Marktfundamentalismus. In einem ähnlichen Sinne wird das Wort verwendet, um gesellschaftliche Entwicklungen und Machtgruppen („Globalisten“, „globalistische Elite“) zu bezeichnen, denen die Unterwanderung nationaler Souveränität oder die Zerstörung nationaler Identität unterstellt wird. Die Verwendung in diesem Sinne kann antisemitisch konnotiert sein (vgl. Weltjudentum).

## Der Begriff des Globalismus bei Ulrich Beck
Für Ulrich Beck ist Globalismus eine politische Vorstellung, die davon ausgeht, dass politisches Handeln nur noch als nachvollziehende Anpassung an die Gesetze des Weltmarktes möglich sei. Diese Prämisse liegt einem politischen Diskurs zugrunde, wonach es nur noch darauf ankomme, dass ein Unternehmen sowie eine Volkswirtschaft wettbewerbsfähig werde und sich dazu unabweisbaren Strukturreformen unterziehen müsse.
Er sieht eine einseitige und monokausale Fixierung auf das Ökonomische. Er versucht die negativen Aspekte des Globalismus deutlich zu machen und die positive Perspektive von Vieldimensionalität (Globalisierung und weiter Globalität) aufzuzeigen.
Einige Kritikpunkte Becks sind:
- Die Annahme, dass der freie Welthandel zu einer Senkung der Kosten und somit zu einem Wohlstand für alle führt, bestreitet Beck, da er der Meinung ist, dass Kostensenkungen durch Verletzung menschenwürdiger Arbeits- und Produktionsstandards (z. B. Kinderarbeit, Arbeiten unter der Armutsgrenze, nicht menschenwürdige Arbeitsbedingungen) herbeigeführt werden und nicht, wie vom Neoliberalismus unterstellt, durch Erhöhung der Wirtschaftlichkeit.
- Durch die Vorrangstellung der Ökonomie werde die vieldimensionale Weltgesellschaft auf die (nahezu) eindimensionale Weltmarktgesellschaft reduziert. Auf das Rentensystem in Deutschland z. B. bezogen hätte das nach Beck die Auswirkung, dass die Altersvorsorge privatisiert wird und nur noch Personen, die in den Rentenfonds einzahlen, auch Renten erhalten, so dass die derzeitige Solidarität im Rentensystem hinfällig würde.
- Dem Globalismus unterstellt er eine Tendenz zur kulturellen Vereinheitlichung (z. B. dass die ganze Welt auch das Gleiche oder sehr Ähnliches konsumiere), wohingegen Beck der Ansicht ist, dass die kulturelle Entwicklung plural ist und auch bleibt, dabei aber örtliche und nationale Grenzen überschreitet.
- Der Globalismus hält wirtschaftliches Denken für allgemeingültig, so dass in allen Bereichen Weltmarktgesetze zu herrschen scheinen. Beck hingegen behauptet, die ökonomische Globalisierung sei kein Mechanismus auf der Basis solcher Weltmarktgesetze, sondern ein politisches Projekt, das heißt, die Politik habe den Prozess der Globalisierung immer weiter vorangetrieben, wobei der Globalismus die Politik zunehmend entmachten würde.